# 魏晓东
魏晓东（1975年6月—），男，中华人民共和国外交官，现任中华人民共和国驻伊斯坦布尔总领事。

## 生平
魏晓东曾任外交部机关及驻外机构服务中心主任助理。2014年，升任外交部服务中心副主任。2018年，任外交部领事司副司长。2023年6月，出任中华人民共和国驻伊斯坦布尔总领事。